# Campeonato nacional de Estados Unidos 1931
Lista de los campeones del Campeonato nacional de Estados Unidos de 1931:

## Sénior

### Individuales masculinos
Ellsworth Vines vence a  George Lott, 7–9, 6–3, 9–7, 7–5

### Individuales femeninos
Helen Wills Moody vence a  Eileen Bennett Whittingstall, 6–4, 6–1

### Dobles masculinos
Wilmer Allison /  John Van Ryn vencen a  Gregory Mangin /  Berkeley Bell, 6–4, 8–6, 6–3

### Dobles femeninos
Betty Nuthall /  Eileen Bennett Whittingstall vencen a  Helen Jacobs /  Dorothy Round, 6–2, 6–4

### Dobles mixto
Betty Nuthall /  George Lott vencen a  Anna McCune Harper /  Wilmer Allison, 6–3, 6–3
| Predecesor: 1930                         | Campeonato nacional de Estados Unidos 1931 | Sucesor: 1932                         |
| Predecesor: Campeonato de Wimbledon 1931 | Grand Slam 1931                            | Sucesor: Campeonato de Australia 1932 |

- Datos: Q2410593